# Resolució 484 del Consell de Seguretat de les Nacions Unides
La Resolució 484 del Consell de Seguretat de les Nacions Unides, fou aprovada per unanimitat el 19 de desembre de 1980, després de recordar les resolucions 468 (1980) i 469 (1980) sobre el tema, el Consell va expressar la seva preocupació pel que fa a l'expulsió dels alcaldes d'Hebron i Halhoul, així com el jutge de la xaria d'Hebron per les forces d'ocupació d'Israel.
La resolució demana a Israel que s'adhereixi a les Convencions de Ginebra i que faciliti el retorn dels individus afectats per reprendre les funcions que van ser elegits o nomenats. El Consell també va demanar al Secretari General de les Nacions Unides que vigilés contínuament l'aplicació de la resolució.